# Zimmer 483 – Live In Europe
Zimmer 483 - Live In Europe, to koncertowe DVD, popowej grupy muzycznej Tokio Hotel, wydany został 30 listopada 2007 Roku. Rejestracja europejskiego tournée promującego ostatnią płytę zespołu "Zimmer 483". Koncert zarejestrowano w Oberhausen, który odbył się 2 maja 2007 roku.
Podstawowe wydanie składało się z dwóch płyt DVD:
1. Koncert w Oberhausen
2. Dokument z trasy koncertowej Zimmer 483 Tour

Powstała także płyta CD z nagraniami LIVE z koncertu w Oberhausen.

## Lista utworów
Te piosenki znalazły się także na płycie CD.
| #  | Tytuł                                 | Czas |
| -- | ------------------------------------- | ---- |
| 1. | "Übers Ende der Welt (Live)"          | 5:12 |
| 2  | "Reden (Live)"                        | 2:57 |
| 3  | "Ich Brech Aus (Live)"                | 3:26 |
| 4  | "Spring Nicht (Live)"                 | 4:06 |
| 5  | "Der Letzte Tag (Live)"               | 4:42 |
| 6  | "Wo Sind Eure Hände (Live)"           | 3:56 |
| 7  | "Durch Den Monsun (Live)"             | 5:43 |
| 8  | "Wir Sterben Niemals Aus (Live)"      | 2:56 |
| 9  | "Stich Ins Glück (Live)"              | 4:07 |
| 10 | "Ich Bin Nicht Ich (Live)"            | 4:13 |
| 11 | "Schrei (Live)"                       | 5:13 |
| 12 | "Vergessene Kinder (Live)"            | 5:33 |
| 13 | "Leb Die Sekunde (Live)"              | 5:16 |
| 14 | "Heilig (Live)"                       | 4:23 |
| 15 | "Totgeliebt (Live)"                   | 5:06 |
| 16 | "In Die Nacht (Live)"                 | 3:29 |
| 17 | "Rette Mich (Live)"                   | 4:16 |
| 18 | "An Deiner Seite (Ich Bin Da) (Live)" | 4:26 |